# Dendrochilum celebesense
Dendrochilum celebesense là một loài thực vật có hoa trong họ Lan. Loài này được H.A.Pedersen & Gravend. mô tả khoa học đầu tiên năm 2004.